# Pneu à carcasse radiale

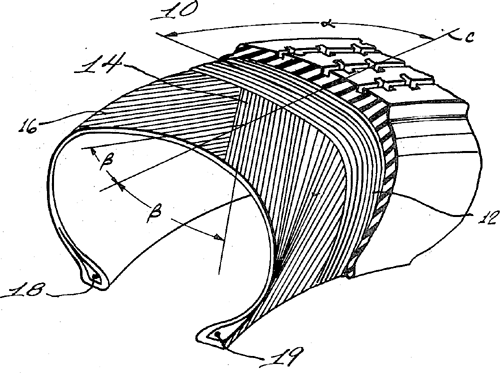
Une section d'un pneu à carcasse radiale. Le numéro 12 indique le cordon radial. Les numéros 14 et 16 sont des cordons en biais.

Un pneu à carcasse radiale est une conception particulière de pneus de véhicules dans laquelle les couches de cordons sont disposées à 90 degrés par rapport à la direction de déplacement, ou de manière radiale (à partir du centre du pneu). La fabrication des pneus à carcasse radiale a grimpé à 100 % de part de marché en Amérique du Nord, à la suite de Rapports sur la Consommation prouvant la supériorité de la conception radiale en 1968,.

## Histoire
Les premiers dessins de pneu radial ont été brevetés en 1915 par Arthur W. Savage, un fabricant de pneus (1915-1919), et inventeur de San Diego, CA,. Les brevets de Savage ont expiré en 1949.
Michelin a conçu, développé, breveté et commercialisé le pneu radial en France. Il n'existe aucune preuve que Michelin ait eu connaissance des travaux antérieurs d'Arthur Savage. Le premier pneu radial Michelin X pour voitures a été élaboré en 1946 par le chercheur de Michelin Marius Mignol. Michelin possédant le constructeur d'automobiles Citroën, il a été rapidement en mesure de présenter sa nouvelle conception, y compris sur le nouveau modèle de Citroën 2CV en  1948. En 1952, Michelin a développé un pneu radial de camion.
En raison de ses avantages importants en matière de durabilité et d'économie de carburant, cette technologie se propage rapidement en Europe et en Asie dans les années 1950 et 1960.
En 1968, Consumer Reports, un influent magazine de consommateurs Américain, a reconnu la supériorité de la conception du pneu radial, documentant sa plus longue durée de vie, ses meilleures caractéristiques de pilotage, et sa moindre résistance au roulement, ce qui diminue la consommation d'essence,.
En 1970, Ford Motor Company a produit la première voiture fabriquée en Amérique avec des pneus radiaux en tant qu'équipement standard, des pneus Michelin montés sur la Lincoln Continental Mark III.
En 1974, Charles J. Pilliod, Jr, le nouveau chef de la direction de la Goodyear Tire and Rubber Company, fait face à une décision d'investissement majeure pour doter son entreprise de nouveaux outillages pour le pneu radial, à la suite de la  crise pétrolière de 1973. Malgré de sévères critiques à l'époque, Pilliod investit massivement dans de nouvelles usines et outillages pour construire le pneu radial. Aujourd'hui, seuls Goodyear, Cooper, Titan et Specialty Tires of America restent indépendants parmi les fabricants de pneus américains, et le pneu radial a une part de marché de 100 %. Sam Gibara, qui était à la tête de Goodyear de 1996 à 2003, a noté que, sans l'action de Pilliod, Goodyear "ne serait plus là aujourd'hui." 
En 1974, Leopoldo Pirelli a créé le large pneu radial en Italie, sur demande du rally racing team Lancia pour un pneu suffisamment fort pour résister à la puissance de la nouvelle Lancia Stratos. À cette époque, les pneus de course étaient soit des pneus slick faits avec la  technique des plis croisés (pneus très large avec une réduction de la hauteur du flanc), ou des pneus radiaux, qui étaient trop étroits pour résister à la puissance de la Stratos et ne fournissaient pas assez d'adhérence. Les deux étaient inutilisables sur la Lancia Stratos, les pneus à carcasse radiale ont été détruits sur moins de 10 km, et les slick étaient trop raides. Lancia a demandé à Pirelli de trouver une solution, et l'année suivante, Pirelli proposait un pneu large avec réduction de la hauteur du flanc, comme un slick, mais avec une structure radiale.
La technologie du pneu radial est maintenant la norme de conception pour pratiquement tous les pneus de véhicule.
Les pneus traditionnels sont encore utilisés sur les remorques en raison de leur capacité de transport de poids et de leur résistance au balancement lorsque remorqués.
Pour les avions, la transition se déroule plus lentement - les pneus sont certifiés avec le fuselage. Un radial a moins de matériaux dans la paroi latérale, de sorte qu'il pèse moins, se refroidit mieux et dure plus longtemps. Pour les petits avions, les pneus traditionnels permettent une plus grande stabilité à vitesse élevée et les flancs plus rigides sont appréciés.

## La construction
Une série de cordons renforce un pneu. Sans eux, un pneu reste souple et faible. Le réseau de cordons qui donne la force et la forme au pneu est appelé la carcasse. Depuis les années 1960, tous les pneus ont une carcasse de cordons en polyester, en acier, ou en d'autres matières textiles, incrustée de plusieurs couches de caoutchouc.
Dans le passé, le tissu était construit sur un tambour en acier plat, avec des cordons à des angles d'environ +60 et -60 degrés dans la direction de roulement, ils se croisaient donc. Ils ont été appelés pneus à cordons croisés ou pneus à carcasse diagonale. Les plis sont tournés autour de fil d'acier à billes et la bande de roulement est combinée au flanc. Le pneu vert (non-traité) est monté sur un support gonflé et reçoit la forme du moule. Ce processus d'élaboration force les cordons dans le pneu à se mettre en forme de S. L'angle sous la bande de roulement, l'angle de la couronne, se tend vers le bas à environ 36 degrés. Dans le flanc, l'angle est d'environ 45 degrés, et dans le talon, il reste à 60 degrés. Le faible angle de la couronne donne la rigidité permettant de supporter la bande de roulement et l'angle du flanc apporte le confort. Pour augmenter la rigidité, le fabricant pouvait augmenter le nombre de plis et la température lors du moulage.
Par comparaison, les pneus à carcasse radiale ont tous les cordons à 90 degrés de la direction de déplacement (donc d'un bord du pneu à l'autre). Cette conception évite que les plis frottent les uns contre les autres lorsque le pneu fléchit, en réduisant le frottement de roulement du pneu. Cela permet aux véhicules équipés de pneus radiaux d'obtenir une meilleure économie de carburant qu'avec des pneus à carcasse diagonale. Ceci explique aussi l'apparence "sous-gonflé" des flancs du pneu radial, surtout lorsqu'on les compare à des pneus à carcasse diagonale.
Sans autre support que des cordons radiaux, un pneu radial ne serait pas suffisamment rigide lorsqu'en contact avec le sol. Pour rigidifier, l'ensemble du pneu est entouré par des ceintures supplémentaires, parfois orientées dans le sens de la rotation, mais le plus souvent à certains angles de "spirale". Ces courroies peuvent être fabriquées en acier (d'où le nom de pneus radiaux ceinturés d'acier), de polyester ou de fibres d'Aramide, telles que le Twaron ou de Kevlar.
Les pneus radiaux bas ont donc une carcasse séparée en deux systèmes distincts:
- Les cordons radiaux dans la paroi latérale lui permettent d'agir comme un ressort, offrant une flexibilité et un confort de conduite.
- Les courroies rigides en acier renforcent la bande de roulement, donnant un rendement et une performance élevés.

Chaque système peut alors être optimisé individuellement pour une meilleure performance.

## Application
Les pneus radiaux ont des caractéristiques différentes d'élasticité que les pneus à carcasse diagonale, et un degré de glissement différent en virage. Un avantage est que les voitures peuvent être rendues plus légères car elles n'ont plus à compenser les carences des pneus à carcasse diagonale.
Cependant, les automobilistes n'étaient pas habitués à la nouvelle sensation, et les systèmes de suspension ont dû être modifiés. L'ingénieur Jack Bajer de Ford Motor Company a fait des expériences dans les années 1960 avec une Ford Falcon, en lui donnant un pilotage moins serré, et en ajoutant deux isolateurs pour l'arbre d'entraînement et des bagues à la suspension, ces dernières devant absorber le bruit de roulage sur les joints de dilatation en asphalte d'une route de béton.
Les pneus radiaux ont aussi trouvé une application sur des vélos, utilisés dans les années 1980 sur les vélos de tourisme Miyata modèles 1000 et 610, et, plus récemment, en 2009, sur le Maxxis Radiale.
Des pneus radiaux Panaracer ont également été de série sur le modèle de vélo Jamis Gentry en 1985.
Les fils d'acier dans les pneus à carcasse radiale se magnétisent avec l'utilisation, de sorte que lorsqu'ils tournent, un champ magnétique alternatif est créé. Il est tout à fait mesurable à l'aide d'un EMF mètre placé près de la roue avant lorsque la roue tourne, et il est riche en harmoniques jusqu'à plusieurs centaines de hertz.

## Caractéristiques
Les avantages des pneus radiaux sur les pneus à carcasse diagonale:
- Flexible sur les flancs
- Réduit la consommation de carburant grâce à la réduction de la résistance au roulement
- Un comportement plus doux en raison de la disposition des plis des pneus et en raison de la souplesse des flancs
- Un contact plus stable avec la route.
- La Ceinture Acier donne une construction plus dure
- Plus grande longévité de la bande de roulement
- Plus large empreinte
- Moins de tassement des sols et moins de dommages aux revêtements
- Réduction du remplacement des pneus en raison de la diminution de la chaleur générée par le pneu[21].
- Réduit les coûts de maintenance de la machine.